# Львівський обласний госпіталь інвалідів війни та репресованих імені Юрія Липи
Льві́вський обласни́й го́спіталь ветеранів війн та репресо́ваних і́мені Ю́рія Ли́пи — лікувально-профілактичний заклад охорони здоров'я, який підпорядкований Головному управлінню охорони здоров'я Львівської облдержадміністрації і утримується за рахунок коштів обласного бюджету.
Основним завданням госпіталю є надання стаціонарної та поліклінічної лікувально-діагностичної допомоги особам з інвалідністю внаслідок війни, учасникам бойових дій, учасникам війни, особам, прирівняним до них по пільгах, репресованим та колишнім політв'язням, ліквідаторам аварії на ЧАЕС (захворювання терапевтичного профілю), самотнім похилого віку, а також здійснення функцій організаційно-методичного центру медичного обслуговування ветеранів війни області.

## Коротка загальна характеристика
«Львівський обласний госпіталь ветеранів війни та репресованих ім. Ю.Липи» розміщений у лісопарковій зоні м. Винники в приміській зоні м. Львова. Сполучення з м. Львовом та приміськими населеними пунктами забезпечується маршрутними таксі.
У госпітальний комплекс входить:
- 9-поверхова будівля стаціонару,
- 4-поверховий корпус, де розташоване поліклінічне відділення,

Також на території знаходяться:
- патолого-анатомічне відділення,
- дезінфекційні камери,
- харчоблок,
- пральня,
- гаражні приміщення.

У приміщенні госпіталю створені умови для перебування та лікування важких хворих, зокрема осіб з інвалідністю, а саме: вхід у госпіталь обладнаний пандусом, в ліфтовому холі функціонує 8 ліфтів, працює 4 аптечні пункти, продуктові магазини, перукарня, таксофони.

## Історична довідка
В березні 1946 року в м. Львові був створений госпіталь для осіб з інвалідністю внаслідок війни Німецько-радянської війни, підпорядкований обласному відділу охорони здоров'я, який був розміщений по вул. Студенток, 2.
У 1949 році госпіталь був переведений на вул. Лисенка, №№ 41-45 і знаходився тут до 1960 року.
Згідно з розпорядженням Ради Міністрів УРСР від 13 лютого 1960 року № 173-р на підставі наказу Міністра охорони здоров'я УРСР від 5 березня 1960 року № 100 Львівський обласний госпіталь для ветеранів з інвалідністю був об'єднаний з Львівським республіканським госпіталем інвалідів війни і розміщений по вул. 700-річчя Львова, 45.
Згідно з наказом управління охорони здоров'я № 57 від 21 січня 1988 р. була проведена реорганізація і перебазування госпіталю у м. Винники в новозбудовані приміщення госпіталю.
Згідно з наказом управління охорони здоров'я Львівської держадміністрації від 31.12.1991 р. Львівський обласний госпіталь інвалідів Вітчизняної війни був перейменований на Львівський обласний госпіталь інвалідів війни та репресованих та згідно з розпорядженням Голови Львівської обласної ради народних депутатів від 19 вересня 1994 року № 95 Обласному госпіталю інвалідів війни та репресованих присвоєно ім'я Юрія Липи.
У березні 2009 року перейменований в комунальний заклад Львівської обласної ради «Львівський обласний госпіталь ветеранів війн та репресованих ім. Ю.Липи».

## Дивись також
- Воєнно-медична доктрина України
- Головний військово-медичний госпіталь Міністерства оборони України
- Центральний клінічний госпіталь Державної прикордонної служби України
- Центральний госпіталь Служби безпеки України
- Центральний госпіталь Міністерства внутрішніх справ України
- Лікарня відновного лікування Міністерства внутрішніх справ України
- Клінічна лікарня «Феофанія»
- Київський міський клінічний госпіталь ветеранів війни